# Sant Joan Despí
Sant Joan Despí és un municipi dins de la comarca del Baix Llobregat, situat al pla del Llobregat, a l'esquerra del riu. El municipi confronta amb els de Sant Feliu de Llobregat, Sant Just Desvern, Esplugues de Llobregat, Cornellà de Llobregat, Sant Boi de Llobregat i Santa Coloma de Cervelló.
L'extensió del municipi és de 6,39 km² i el cens de població consta de 34.130 habitants el 2021. Sant Joan Despí consta de quatre barris ben diferenciats: el barri Centre (15.301 hab.), el barri de les Planes (10.151 hab.), el barri de Pla del Vent – Torreblanca (3.965 hab.) i el barri Residencial Sant Joan (2.627 hab.).
A Sant Joan Despí hi ha nombrosos edificis modernistes aixecats a principi del segle xx, entre els quals destaquen dues obres de Josep Maria Jujol: la torre de la Creu, projectada el 1913 i més coneguda com a "torre dels Ous" per les cúpules ovoides que la coronen, i can Negre, que és una antiga masia reformada per Jujol entre 1915 i 1930.
En el municipi també s'hi troben els estudis centrals de TV3.

## Geografia
- Llista de topònims de Sant Joan Despí (Orografia: muntanyes, serres, collades, indrets..; hidrografia: rius, fonts...; edificis: cases, masies, esglésies, etc).

## Història
Aquest racó de la fèrtil vall del Llobregat ha estat poblat des de fa mil·lennis, com testifiquen les restes de cabanes i tombes neolítiques al voltant del barri de Torreblanca i les Begudes. Posteriorment, en època dels ibers, es va convertir en un dels corredors naturals de comunicació de la costa i la zona portuària de l'estuari del Llobregat amb els territoris a l'interior. Els primers poblats que es van situar a la part alta de les muntanyes veïnes, com el de la Penya del Moro a la veïna localitat de Sant Just Desvern, van passar a situar-se en zones més planes ja en el segle ii aC.
La consolidació del port en l'estuari del Llobregat, la fundació de Bàrcino i la construcció d'un tram de la Via Augusta van fer d'aquesta zona un dels principals focus de romanització. Als voltants de l'església es troben les restes d'una important vil·la romana, molt probablement propietat de la important família dels  Minicis Natalis, de l'antiga Bàrcino. D'aquesta vila es van trobar restes de les seves instal·lacions industrials, nombrosos fragments de marbres i mosaics i les restes d'un aqüeducte que de ben segur aprovisionaria d'aigua a les termes de la vila. Aquest establiment va perdurar als segles següents a la caiguda de l'Imperi Romà; un important camp de sitges i nombroses restes de ceràmica testifiquen un consolidat nucli de població entre els segles V i VIII.
A finals del segle X es tenen notícies històriques de Sant Joan Despí, primer com Sant Joan de Vicomicià, Sant Joan de Llobregat i finalment com Sant Joan Despí. El nucli de població al voltant de l'església es va consolidar, juntament amb un poblament dispers en masies. D'aquesta època destaca la torre circular de Cal Felip, Cal Maset i l'ermita del Bon Viatge als peus d'aquest antic tram de la Via Augusta que encara feia de principal ruta de comunicació de la costa amb l'interior de Catalunya.
Com altres testimonis del passat, es conserven les mansions que es van construir al segle xviii al carrer Major, com Can Pau Torrents, on es va situar el jardí botànic de Jaume Salvador i Pedrol el 1723, el primer d'Espanya i un dels primers d'Europa.
Fins a l'any 1830 el municipi s'estenia a banda i banda de la que avui coneixem com carrer Bon Viatge i seguia pel Camí del Mig i el carrer de Catalunya per anar a trobar-se amb el Despoblat i el raval de les Begudes, on es dispersaven camps i masies.
Al final del segle xix va néixer l'eixample de Sant Joan Despí, entre els carrers de les Torres i de Francesc Macià. És un traçat en línia recta, paral·lela a la línia del ferrocarril, on es van aixecar les residències d'estiu d'alguns barcelonins al final del segle xix i principis del xx. Si ens situem en la línia divisòria que va representar la línia del ferrocarril a mitjan segle passat per al nucli poblacional de Sant Joan Despí i mirem cap a la part alta, en un punt intermedi situaríem l'avinguda de Barcelona (antigament riera de la Fontsanta) i observaríem a mà esquerra el Samontà i, a mà dreta, les Planes. El Samontà era la part amb més pendent i s'estenia cap a Sant Just Desvern i Esplugues de Llobregat. En canvi, a la dreta, en una zona més plana, s'estenia l'altre secà, les Planes, limitant amb Cornellà de Llobregat.
Per a la zona del Samontà es va projectar l'any 1926 una urbanització nova de la mà de l'arquitecte Josep M. Jujol. Aquesta urbanització suposava la construcció d'un nou barri perfectament delineat i estudiat, que contenia una plaça radial de la qual naixien nous carrers on edificar tot un barri nou. El projecte va estar immobilitzat uns anys i cap al 1947 es va reprendre, arribant a confeccionar un padró fiscal amb les corresponents derrames a pagar per part dels propietaris de les finques rústiques per a la redacció del projecte. Malgrat tot, el projecte no va prosperar i el Pla Comarcal de 1953, que oferia terrenys industrials fora de Barcelona, va fer que aquesta zona de Sant Joan Despí figurés com a zona industrial (que amb el temps es transformaria en el Polígon Industrial Fontsanta) i va ser l'empresa Gallina Blanca la primera a instal·lar-s'hi, seguint altres més.
Amb això va desaparèixer la idea d'eixample del nucli principal de Sant Joan Despí per sobre de la via del ferrocarril i, a més, naixia una nova barrera que separaria físicament el nucli antic amb la resta de barris existents (Pla del Vent, La Mossota .. .) i amb el qual aniria naixent a força de donar cabuda a tots aquells treballadors que es van desplaçar dels seus municipis d'origen (principalment d'Andalusia) atrets per l'oferta d'ocupació que oferia el nou polígon industrial: les Planes
Durant els anys 60 i 70 Sant Joan Despí creixia indiscriminadament. L'any 1960 el municipi tenia 4.711 habitants i el 1970, 16.055. El barri de les Planes va ser totalment edificat i el nucli antic va patir l'enderrocament de moltes finques que es reconvertiren en illes senceres de blocs d'habitatges, la majoria d'elles d'una estètica i confortabilitat molt allunyada dels estàndards de qualitat exigibles.
Durant els anys 80, democratitzades les administracions públiques, l'ordenació de les ciutats va ser un dels principals projectes dels governants. La crisi econòmica va ajudar a fer-ho molt a poc a poc: zones verdes, parcs o equipaments. A mitjans de la dècada neixen el Polígon Residencial Sant Joan i el sector Torreblanca.
L'any 1985 la Corporació Catalana de Ràdio i Televisió va decidir ubicar les seves instal·lacions de TV3 al Polígon Residencial Sant Joan -d'aquí que al barri també es conegui com a barri de la TV3-. El van seguir tot un seguit d'empreses de construcció que van començar a edificar blocs d'habitatges fins a gairebé el 1997. S'ha aconseguit unir aquest barri amb la resta, i principalment amb el de les Planes, amb la construcció del pont de Marquès de Monistrol i amb el parc de la Fontsanta.
A finals dels 90 va començar la urbanització d'una zona agrícola contigua al barri centre i propera al riu Llobregat. Es tracta de "l'Eixample", zona residencial en creixement que té com a eix central la rambla Jujol.

## Ciutat verda
Sant Joan Despí té 224.105 metres quadrats de parcs i jardins. El gran pulmó verd de Sant Joan és el parc de la Fontsanta, un dels més grans de l'entorn de Barcelona.

### Parcs i zones verdes
- Barri Centre, en total 54.142 m²:
  - Parc de Sant Pancraç, 14.862 m²
  - Zona verda Femsa, 5.608 m²
  - Plaça de l'Ermita, 3.787 m²
  - Plaça de Catalunya, 2.588 m²
  - Plaça de Lluís Companys, 2.112 m²
  - Plaça de la Sardana, 1.909 m²
  - Plaça de la Constitució, 823 m²
  - Parc del Mil·lenari, 15.058 m²
  - Plaça Mercé Rodoreda, 5.488 m²
  - Plaça de Rosa Sensat, 1.907 m²
- Barri les Planes, en total 9.580 m²:
  - Plaça del Mercat, 3.298 m²
  - Plaça de Sant Joan, 1.718 m²
  - Plaça d'Espanya, 1.252 m²
  - Plaça Antonio Machado, 1.211 m²
  - Plaça de Sant Francesc Sales, 528 m²
  - Plaça del Carme, 603 m²
  - Plaça Miguel Hernández, 970 m²
- Barri Pla del Vent - Torreblanca, en total 67.019 m²:
  - Parc de Torreblanca (zona Sant Joan), 40.509m²
  - Zona verda edificis Torreblanca, 10.553 m²
  - Plaça de Montserrat Roig, 3.266 m²
  - Plaça de Maria Aurèlia Capmany, 3.056 m²
  - Zona verda Pla del Vent - Lluís Companys, 2.977 m²
  - Zona d'esbarjo Pla del Vent, 1.881 m²
  - Zona d'esbarjo la Mossota, 1.551 m²
  - Zona verda Baixador, 988 m²
  - Plaça de la Pau, 2.238 m²
- Barri Polígon Residencial Sant Joan, en total 93.364 m²:
  - Parc de la Fontsanta, 90.000 m²
  - Plaça de l'Estatut, 3.364 m²

## Administració
| Període      | Nom de l'alcalde/-essa                       | Partit polític | Data de possessió |
| ------------ | -------------------------------------------- | -------------- | ----------------- |
| 1979 - 1983  | Carles Riba Romeva                           | PSUC           | 19/04/1979        |
| 1983 - 1987  | Eduardo Alonso Palacios                      | PSC            | 28/05/1983        |
| 1987 - 1991  | Eduardo Alonso Palacios                      | PSC            | 30/06/1987        |
| 1991 - 1995  | Eduardo Alonso Palacios                      | PSC            | 15/06/1991        |
| 1995 - 1999  | Eduardo Alonso Palacios                      | PSC            | 17/06/1995        |
| 1999 - 2003  | Eduardo Alonso Palacios                      | PSC            | 03/07/1999        |
| 2003 - 2007  | Eduardo Alonso Palacios Antoni Poveda Zapata | PSC            | 14/06/2003        |
| 2007 - 2011  | Antoni Poveda Zapata                         | PSC            | 16/06/2007        |
| 2011 - 2015  | Antoni Poveda Zapata                         | PSC            | 11/06/2011        |
| 2015 - 2019  | Antoni Poveda Zapata                         | PSC            | 13/06/2015        |
| 2019 - 2023  | Antoni Poveda Zapata                         | PSC            | 15/06/2019        |
| Des del 2023 | Belén García Criado                          | PSC            | 17/06/2023        |

## Ajuntament
El Ple de l'Ajuntament de Sant Joan Despí, d'acord amb la llei vigent, està conformat per 21 regidors i regidores. Des de les eleccions municipals del 2023 l'equip de govern està format pel PSC, que gaudeix de majoria absoluta.
El repartiment de la representativitat en el Consistori durant el mandat 2023-2027 va quedar configurat inicialment de la següent manera: PSC, 13 regidors (6 regidors i 7 regidores); SJD En Comú Podem, 3 regidors (1 regidor i 2 regidores); ERC, 2 regidors (1 regidor i 1 regidora); PP, 1 regidor; Vox, 1 regidor; i JxCat, 1 regidor. Des del gener del 2024 el grup de SJD En Comú Podem està conformat per 2 regidors, arran de l’expulsió del grup d’una de les dues regidores, la qual resta com a regidora no adscrita.
L'alcaldessa és Belén Garcia Criado, dels socialistes.

## Com arribar a Sant Joan Despí
Sant Joan Despí compta amb quinze línies d'autobusos interurbanes, tretze de diürnes (L20, L21, L46, L52, L77, 63, 78, 157, X30, X43, X79, L566 i L567) i dues de nocturnes (N12 i N15), que inclouen Sant Joan Despí com a punt de pas i parada en els seus itineraris. La comunicació entre els quatre barris del municipi queda coberta de dia amb la línia L46, que a més connecta amb el metro de Cornellà (Sant Ildefons), i de nit amb l'N15. Paral·lelament el municipi disposa d'una estació de Rodalies de RENFE, on paren les línies R1 i R4, que uneix el municipi amb el centre de Barcelona en poc més de quinze minuts, i diverses estacions del TRAM Trambaix (T1, T2 i T3), el qual en menys de mitja hora porta fins a la Diagonal.

## Demografia[6]
| 1497 f | 1515 f | 1553 f | 1717 | 1787 | 1857 | 1877  | 1887  | 1900  | 1910  |
| ------ | ------ | ------ | ---- | ---- | ---- | ----- | ----- | ----- | ----- |
| 32     | 34     | 38     | 256  | 473  | 589  | 1.103 | 1.177 | 1.172 | 1.354 |

| 1920  | 1930  | 1940  | 1950  | 1960  | 1970   | 1981   | 1990   | 1992   | 1994   |
| ----- | ----- | ----- | ----- | ----- | ------ | ------ | ------ | ------ | ------ |
| 1.524 | 2.023 | 2.024 | 2.274 | 4.771 | 16.055 | 25.292 | 24.782 | 25.023 | 25.023 |

| 1996   | 1998   | 2000   | 2002   | 2004   | 2006   | 2008   | 2010   | 2012   | 2014   |
| ------ | ------ | ------ | ------ | ------ | ------ | ------ | ------ | ------ | ------ |
| 26.805 | 27.338 | 27.627 | 29.064 | 30.242 | 31.485 | 31.647 | 32.338 | 32.792 | 32.981 |

| 2016   | 2018   | 2020   | 2022   | 2024   | 2026 | 2028 | 2030 | 2032 | 2034 |
| ------ | ------ | ------ | ------ | ------ | ---- | ---- | ---- | ---- | ---- |
| 33.502 | 34.084 | 34.267 | 34.039 | 35.083 | -    | -    | -    | -    | -    |

## Instal·lacions esportives

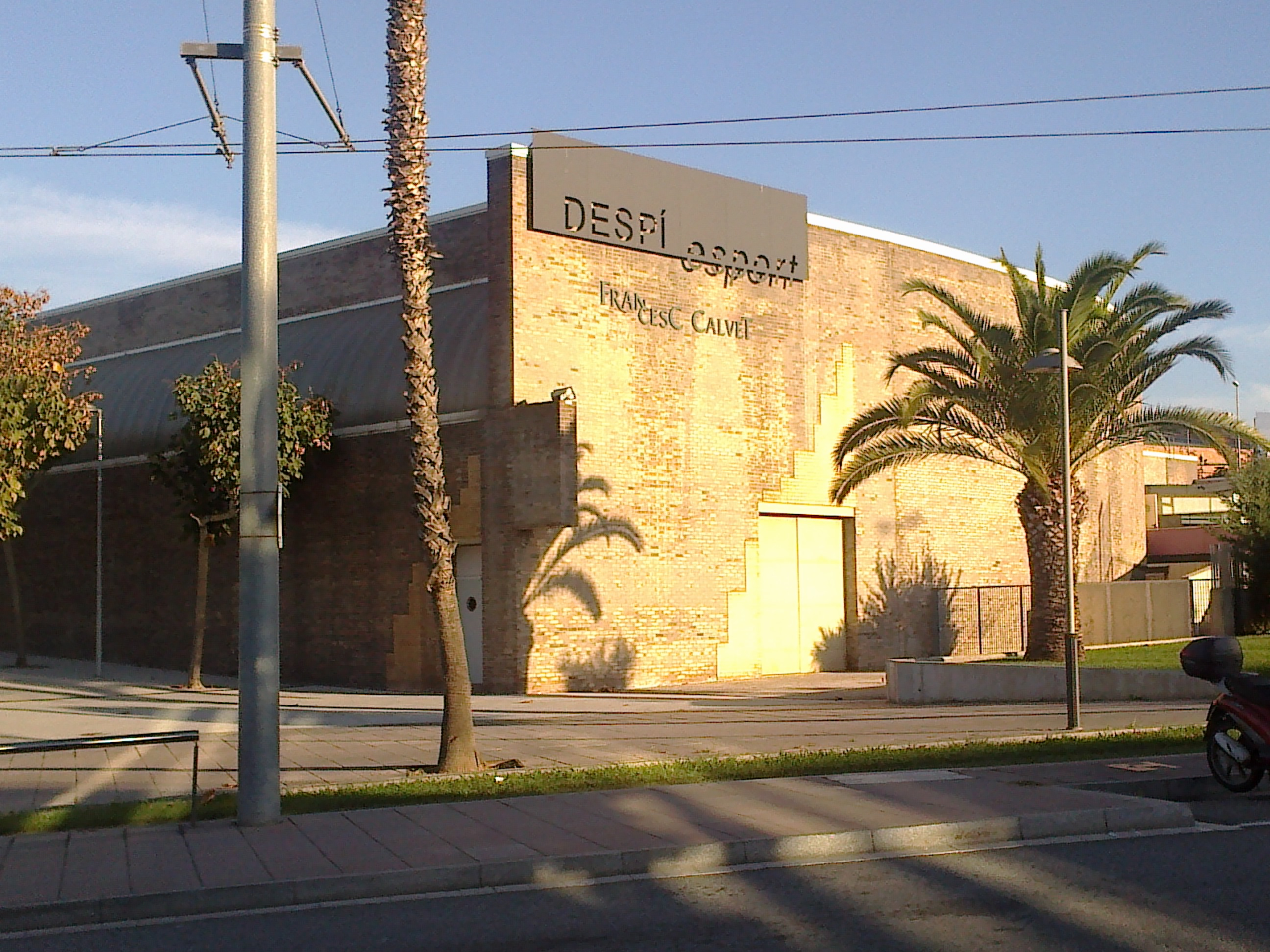
Pavelló Francesc Calvet.

Destaquen els dos complexos poliesportius, el Salvador Gimeno i el Francesc Calvet, que disposen de piscines cobertes, pavelló poliesportiu, sala de fitness, sales d'activitats dirigides, saunes, bany de vapor, jacuzzi, etc.
Altres instal·lacions municipals destacades són el Tennis Sant Joan Despí, el Poliesportiu del Mig, el Poliesportiu Ugalde, els camps de futbol Barri Centre i Les Planes, ambdós amb gespa artificial; les piscines recreatives Fontsanta, i quatre instal·lacions de petanca.
Al marge de les instal·lacions esportives d'ús controlat, hi ha per tot el municipi diversos espais esportius d'ús lliure que faciliten la pràctica esportiva d'oci i recreació.
Com a complement a aquesta xarxa d'instal·lacions esportives hi ha tot un ampli programa anual d'activitats esportives i d'actes esportius puntuals que fomenten la pràctica esportiva de tots els ciutadans i les ciutadanes. (Lloc web de l'Ajuntament de Sant Joan Despí)

## Parròquies
- Barri Centre: Parròquia de Sant Joan Baptista, plaça de l'Església. En aquesta plaça també trobem la capella de la Mare de Déu del Bon Viatge.
- Barri les Planes: Parròquia de la Mare de Déu del Carme. Carrer Josep Maria Trias de Bes, 12.
- Barri de Pla del Vent (Torreblanca): Església de Santa Maria de Pla del Vent. Carrer del Jovent, 5.

## Llocs d'interès
- Centre Jujol a Can Negre.[7]
- Cal Roldan

## Entitats[calcitació]
- L'Esbart dansaire de Sant Joan Despí és un esbart dansaire fundat el 1943[8] a Sant Joan Despí.[9] En els darrers 15 anys, l'entitat ha participat en festivals folklòrics de tot el món destacant l'actuació a Buenos Aires i Rosario[10][11]
- Associació de Pessebristes
- Centro Cultural Andaluz Vicente Alexandre
- Colla de Diables
- Colla de Geganters
- Colla Sardanista
- Foment Cultural i Artístic
- Ràdio Despí
- Cor de la Flora

## Persones il·lustres
- Josep Maria Jujol i Gibert, arquitecte
- Jaume Salvador i Pedrol, botànic
- Josep Maluquer i Salvador, polític
- Xavier Vendrell i Segura, polític
- Víctor Montserrat, jugador de raquetbol
- Antonio Ugalde, jugador d'handbol
- Cristian Ugalde, jugador d'handbol
- Joan Babot i Xaus, jugador de futbol
- Francesc Calvet i Puig, jugador del Futbol Club Barcelona
- Eli Cesareo, jugadora d'handbol